# 麻栗树站
麻栗树站是位于云南省建水县麻栗树的一个铁路车站，邮政编码654316。车站建于1928年，原蒙宝铁路曾经过该站，现已废弃，站房保存相对完好。车站及其上下行区间均未电气化。车站距离蒙自站49公里，隶属昆明铁路局，是五等站。